# Réaction circulaire
La réaction circulaire est un concept de James Baldwin qui consiste à établir la relation entre action et effet.
Avant l'avènement de la systémique et des principes de rétroaction, ce concept vise à relier les notions de psychologie à un mécanisme d'adaptation biologique. Il est question d'une psychologie génétique de l'intelligence.

## Jean Piaget
Cette théorie est reprise et développée par Jean Piaget relativement à la psychologie du développement.
Une première réaction circulaire apparaît entre l'âge de 1 et 4 mois et demi. Elle correspond alors à l'acquisition des premières habitudes.
Ensuite entre 4 et 9 mois, l'enfant commence à acquérir la coordination entre la vision et la préhension d'un objet, puis après un an jusqu'à un an et demi, la réaction circulaire devient de plus en plus complexe. La R.C peut expliquer aux mères le fait que leur enfant se lance dans le crash de biberons en série…
Il existe trois types de réaction circulaire (toutes se situent dans le stade dit « sensori-moteur », entre 0 et 2 ans, et ne concernent donc que les bébés) : la réaction circulaire primaire, la réaction circulaire secondaire, et la réaction circulaire tertiaire.
1/ La réaction circulaire primaire (1-4 mois) :
Il s'agit pour le bébé d'explorer un résultat intéressant trouvé auparavant de façon fortuite sur son corps, en répétant plusieurs fois la même action. Par exemple, le bébé va « par hasard » porter le pouce à sa bouche, et trouver le résultat intéressant. Il va donc répéter l'action plusieurs fois afin de reproduire la sensation plaisante que lui procure cette action. Il faut souligner que les réactions circulaires primaires concernent uniquement les sensations du corps.
2/ La réaction circulaire secondaire (4-8 mois) :
Cette fois, le bébé explore un résultat intéressant, trouvé lui aussi fortuitement, sur des objets. Par exemple, le bébé qui tient une cuillère dans la main va, pour la première fois, la taper contre la table « sans faire exprès » (il ne faut pas oublier qu'à cet âge, le bébé contrôle mal ses gestes), et trouver le résultat intéressant (le son, le mouvement, la sensation que cela produit). Il va donc recommencer plusieurs fois d'affilée à taper la cuillère contre la table. Selon Piaget, cette phase constitue la première conquête de l'objet par le bébé, car elle lui permet d'en explorer les caractéristiques et de les intégrer (la rigidité, la texture, la flexibilité, etc.). C'est aussi dans cette phase que le bébé construit ses premiers schèmes d'action sur le monde extérieur (schème de préhension par exemple) et consolide ses schèmes antérieurs (issus pour la plupart de schèmes-réflexes innés, comme le réflexe de succion par exemple) en les appliquant aux objets qu'il manipule.
Entre 9 et 12 mois, on observe le début d'une intentionnalité dans les actions du bébé. À cet âge il devient capable de coordonner les schèmes secondaires afin d'obtenir le « résultat intéressant ». Piaget fait une expérience sur ce sujet avec son fils : il lui montre une feuille de papier et place celle-ci sur la toiture de son berceau de manière qu'il puisse la voir. Le bébé, intéressé, fixe la feuille mais ne parvient pas à la saisir. Alors, il s'agite, ce qui finit par faire tomber la feuille. L'enfant cesse de remuer dès que la feuille tombe et s'en empare en tendant le bras. On voit ici que le bébé a utilisé deux schèmes précédemment acquis ensemble pour atteindre son but. Le résultat a été atteint de façon préméditée et non de façon fortuite. Selon Piaget cette capacité à coordonner les schèmes entre eux à volonté est le propre de l'intelligence humaine.
3/ La réaction circulaire tertiaire (12-18 mois) :
Le bébé, au cours de la répétition de ses actions (taper, sucer, mettre contre la joue, secouer…) ne se contente plus de les reproduire à l'identique. Il va introduire des variations, et véritablement expérimenter les différentes propriétés d'un objet. Il va, par exemple, comparer comment la cuillère en bois sonne par rapport à la cuillère en acier en les tapant toutes les deux sur la table l'une après l'autre, avec une intensité différente, de façon plus ou moins rapide. Dans ce stade, l'enfant ne se contente plus de coordonner des schèmes déjà connus entre eux. Il en acquiert de nouveaux à travers cette activité d'expérimentation. Le résultat a toujours été découvert par hasard la première fois, c'est pourquoi on parle encore de réaction circulaire. Il faut souligner que dans ce stade, le bébé ne recherche plus à retrouver un résultat intéressant trouvé par hasard, mais bien à décliner ce même résultat de tous les moyens possibles. On peut presque penser qu'il se dit « et si je fais comme ça, qu'est-ce que ça donne…? »